# ドリトス
ドリトスは、フリトレーが製造・発売しているスナック菓子である。主原料はトウモロコシである。日本ではカルビー傘下のジャパンフリトレー社が販売している。カテゴリとしては、トルティーヤ・チップスの類になる。

## 概要
- 1966年 - アメリカ合衆国で発売。
- 1987年 - 日本で発売開始。
- 「ドリトス」という名前の由来は、スペイン語から派生した“小さな金塊”という意味である。
- 現在では、55ヶ国以上で販売されている。

## 味の種類

### スタンダード
- メキシカン・タコス味
- ナチョ・チーズ味
- マイルド・ソルト味

### 期間限定
ドリトス 
- クールランチ味
- スパイシーチキン味

 ドリトス フラマス
- ライムチリ味

 ロイヤルドリトス 
- ガーリックシュリンプ味

### コラボレーション
- ホットチーズ味（輪派絵師団）
- レッドチリチキン味（輪派絵師団）

### 販売終了
ドリトス 
- ベーコン&マスタード味
- チーズ&ペッパー味
- HOTタコス味
- クラシック・ソルト味
- ホットアンドサワータコス味
- わさび醤油味
- バターしょうゆ味
- アヒージョ味
- 香ばしバター味
- チキンコンソメ味
- サワークリーム&オニオン味
- スパイシーカレー味
- ガーリックペッパー味
- ミラクルスパイス味
- タコス味
- 梅味ストロング
- グリルビーフ&ピクルス味
- サワークリーム&オニオン味
- ロイヤル・ドリトス ビーフ&ペッパー味
- ホットチーズ味
- レッドチリチキン味
- クールランチ味

 Rock'n' 
- ハラペーニョ・チーズ味（Rock'n'Green）
- ペッパー&ソルト味（Rock'n'Black）
- コーンクリームシチュー味（Rock'n'White）

 ロイヤル・ドリトス
- あじわいビーフコンソメ味
- ぜいたくバター味
- ビーフ&ペッパー味
- わさび&ビーフ
- えびマヨネーズ
- タンドリーチキン味
- キーマカレー味

 ドリトス・グルメ 
- ガーリックと海の恵み味
- 3種のチーズディップ味

 ドリトスMIX 
- スパイシータコス&アボカド味
- チーズ&ハラペーニョ味

 ドリトス DIPBOX
- コーンチップ塩サルサ味